# Archidiocèse de Panama
L'archidiocèse de Panama (en latin : Archidioecesis Panamensis ; en espagnol : Arquidiócesis de Panamá) est un archidiocèse métropolitain de l'Église catholique au Panama, dont le siège est dans la ville de Panama, capitale du pays.

## Territoire
Son territoire s'étend sur la province de Panama sur une superficie de 11 957 km2 divisé en 84 paroisses. Il a 4 diocèses suffragants : Chitré, Colón-Kuna Yala, David, Penonomé, Santiago de Veraguas ainsi que la prélature territoriale de Bocas del Toro.
L'archevêché est à Panama avec la cathédrale-basilique Sainte-Marie qui conserve l'image de Notre Dame de la Antigua (es) qui est la patronne de l'archidiocèse ainsi que du Panama. Dans la même ville, on trouve la basilique Don-Bosco et une église importante pour les Clarétains, le sanctuaire national du Cœur-de-Marie.

## Histoire
Le diocèse est érigé le 28 août 1513 par la bulle Pastoralis officii debitum du pape Léon X avec son siège à Santa María la Antigua del Darién, capitale de la Castille d'Or. Il est nommé suffragant de l'archidiocèse de Séville car les missions du Nouveau Monde sont sous la juridiction de cet archidiocèse. Il devient ainsi le premier diocèse sur la terre ferme du continent américain (les premiers diocèses du Nouveau Monde sont érigés en 1511 sur l'île d'Hispaniola avec Saint-Domingue et Concepción et sur l'île de Porto Rico avec San Juan).
Le deuxième évêque, Vicente Peraza, transfère en 1520 le siège à Nuestra Señora de la Asunción de Panamá, la nouvelle capitale de la Castille d'Or fondée par Pedro Arias Dávila.
Il cède une partie de son territoire le 24 avril 1534 pour l'érection du diocèse de Carthagène (aujourd'hui archidiocèse de Carthagène des Indes) et de nouveau le 3 novembre de la même année pour la création du diocèse de León en Nicaragua.
Le quatrième évêque de Panama, Tomas de Berlanga, est le découvreur des îles Galápagos en 1535.
Par la bulle Super universas orbis ecclesiae du 12 février 1546, le pape Paul III élève les diocèses de Saint-Domingue, Lima (dans la vice-royauté du Pérou) et Mexico (dans la vice-royauté de Nouvelle-Espagne) au rang d'archidiocèse métropolitain. Ce sont les trois premiers archidiocèses du Nouveau Monde et Séville cesse donc d'avoir des suffragants sur le continent américain. Le diocèse de Panamá intègre la province ecclésiastique de Lima qui comprend aussi les diocèses de León en Nicaragua, Quito et Cuzco (ces deux derniers étant aujourd'hui archidiocèses). Le 22 août de cette même année, il donne une autre portion de territoire pour l'établissement du diocèse de Popayán (aujourd'hui archidiocèse de Popayán) en Colombie),.
Le 22 avril 1836, par la bulle Romanorum Pontificum du pape Grégoire XVI, le diocèse devient suffragant de l'archidiocèse de Bogota (à l'époque, Bogota est la capitale de la république de Nouvelle-Grenade qui comprend la Colombie et le Panama) et le reste jusqu'au 20 juin 1900, date à laquelle il intègre la province ecclésiastique de Carthagène des Indes.
Le diocèse est placé au rang d'archidiocèse le 29 novembre 1925 ; dans le même temps, il donne une partie de son territoire pour la création du vicariat apostolique de Darién. Le 6 mars 1955, il est élevé au rang d'archidiocèse métropolitain par la bulle Etsi cotidie du pape Pie XII ; le même jour il cède une portion de territoire pour l'érection du diocèse de David qui devient suffragant de Panamá.
Il cède encore du territoire le 21 juillet 1962 pour créer le diocèse de Chitré puis de nouveau le 13 juillet 1963 pour l'établissement du diocèse de Santiago de Veraguas et enfin le 18 décembre 1993 pour l'érection du diocèse de Penonomé. Ils intègrent tous la province ecclésiastique de Panamá lors de leur création.
L'archidiocèse de Panama organise et accueille les Journées mondiales de la jeunesse 2019, du 22 au 26 janvier, en présence du pape François. Celui-ci consacre le 26 janvier 2019 l'autel de la cathédrale restaurée.

## Évêques et archevêques de Panama
- Pour la liste complète, voir la liste des évêques et archevêques de Panama.
- Les plus récents archevêques sont :
  - Marcos Gregorio McGrath (1969-1994) ;
  - José Dimas Cedeño Delgado (1994-2010) ;
  - José Domingo Ulloa Mendieta (depuis 2010).